# Campeonato de Primera B 1992-93 (Argentina)
El Campeonato de Primera División B 1992-93 fue la sexagésima temporada de la Primera B y la séptima como tercera categoría del fútbol argentino. Fue disputado entre el 11 de julio de 1992 y el 24 de abril de 1993.
Se incorporaron para el torneo Defensores de Belgrano y Dock Sud, campeón y segundo ascendido de la Primera C, respectivamente, así como Comunicaciones, proveniente de la misma categoría, que había finalizado en los puestos de ascenso del Torneo Permanencia. Por otro lado, no hubo ningún equipo directamente afiliado descendido del Nacional B.
El campeón fue All Boys, que de esta manera logró el ascenso al Nacional B. Por otra parte, cuatro equipos clasificaron a los Torneos Zonales, de los cuales Sarmiento de Junín consiguió el ascenso al ganar el Torneo Zonal Sudeste, mientras que el Zonal Noroeste fue ganado por Gimnasia y Esgrima de Jujuy que compitió en el Torneo del Interior 1992-93. De estos tres mencionados, All Boys tuvo la posibilidad de disputar el Reducido de ascenso por una plaza en la Primera División, no logrando obtener dicho ascenso.
Asimismo, el torneo determinó el descenso de Comunicaciones y Luján, últimos en la tabla de promedios.

## Ascensos y descensos
| Descendidos de la Primera B 1991-92 |
| ----------------------------------- |
| No hubo                             |

| Posición    | Ascendidos de la Primera C 1991-92 |
| ----------- | ---------------------------------- |
| 1.°         | Defensores de Belgrano             |
| Gan. Red.   | Dock Sud                           |
| Torn. Perm. | Comunicaciones                     |

| Posición      | Ascendidos al Nacional B 1992-93 |
| ------------- | -------------------------------- |
| 1.º           | Ituzaingó                        |
| Zonal Sureste | Arsenal                          |

| Descendidos del Nacional B 1991-92 |
| ---------------------------------- |
| No hubo                            |

- De esta manera, el número de equipos participantes aumentó a 18.

## Equipos participantes
| Equipo                 | Ciudad              | Estadio             | Capacidad |
| ---------------------- | ------------------- | ------------------- | --------- |
| All Boys               | Buenos Aires        | Islas Malvinas      | 12.000    |
| Almagro                | José Ingenieros     | Tres de Febrero     | 18.000    |
| Argentino              | Rosario             | José Martín Olaeta  | 6800      |
| Atlanta                | Buenos Aires        | Don León Kolbowsky  | 34.000    |
| Chacarita Juniors      | Villa Maipú         | Chacarita Juniors   | 24.300    |
| Comunicaciones         | Buenos Aires        | Alfredo Ramos       | 3500      |
| Defensores de Belgrano | Buenos Aires        | Juan Pasquale       | 9000      |
| Def. de Cambaceres     | Ensenada            | 12 de Octubre       | 3000      |
| Deportivo Armenio      | Ingeniero Maschwitz | Armenia             | 8000      |
| Deportivo Merlo        | Merlo               | José Manuel Moreno  | 8500      |
| Dock Sud               | Dock Sud            | De los Inmigrantes  | 9500      |
| El Porvenir            | Gerli               | Enrique de Roberts  | 14.000    |
| Estudiantes            | Caseros             | Ciudad de Caseros   | 16.500    |
| Los Andes              | Lomas de Zamora     | Eduardo Gallardón   | 33.542    |
| Luján                  | Luján               | Municipal de Luján  | 2000      |
| San Miguel             | San Miguel          | Malvinas Argentinas | 6800      |
| Sarmiento              | Junín               | Eva Perón           | 22.000    |
| Tigre                  | Victoria            | José Dellagiovanna  | 26.282    |

### Distribución geográfica de los equipos
| Región                                   | Cant. | Equipos |
| ---------------------------------------- | ----- | --- |
| Conurbano bonaerense                     | 10    | Almagro, Chacarita Juniors, Deportivo Armenio, Deportivo Merlo, Dock Sud, El Porvenir, Estudiantes, Los Andes, San Miguel y Tigre |
| Ciudad de Buenos Aires                   | 4     | All Boys, Atlanta, Comunicaciones y Defensores de Belgrano                                                                        |
| Interior de la provincia de Buenos Aires | 2     | Luján y Sarmiento |
| Gran La Plata                            | 1     | Defensores de Cambaceres |
| Ciudad de Rosario                        | 1     | Argentino |

## Formato

### Competición
Se disputó un torneo de 34 fechas por el sistema de todos contra todos, ida y vuelta.

### Ascensos
El equipo que más puntos obtuvo salió campeón y ascendió directamente. Los equipos ubicados en el segundo y quinto puesto de la tabla de posiciones final clasificaron al Zonal Sureste, mientras que los ubicados en el tercer y cuarto puesto disputaron el Zonal Noroeste.

### Descensos
El promedio se calculaba sumando los puntos obtenidos en la fase regular de los torneos de 1990/91, 1991/92 y 1992/93 dividiendo por estas 3 temporadas. Los equipos que ocuparon los dos últimos lugares de la tabla de promedios descendieron a la Primera C.

## Tabla de posiciones final

Club Atlético All Boys Campeón Primera B 1992-93 Ascendido a la B Nacional 1993-94

| Pos | Equipo             | Pts | PJ | PG | PE | PP | GF | GC | Dif |
| --- | ------------------ | --- | -- | -- | -- | -- | -- | -- | --- |
| 1º  | All Boys           | 49  | 34 | 19 | 11 | 4  | 49 | 24 | 25  |
| 2º  | Sarmiento de Junín | 47  | 34 | 20 | 7  | 7  | 67 | 32 | 35  |
| 3º  | Chacarita Juniors  | 47  | 34 | 18 | 11 | 5  | 56 | 24 | 32  |
| 4º  | Dock Sud           | 40  | 34 | 15 | 10 | 9  | 52 | 36 | 16  |
| 5º  | San Miguel         | 40  | 34 | 16 | 8  | 10 | 46 | 34 | 12  |
| 6º  | Atlanta            | 39  | 34 | 14 | 11 | 9  | 47 | 31 | 16  |
| 7º  | Def. de Belgrano   | 39  | 34 | 13 | 13 | 8  | 39 | 31 | 8   |
| 8º  | Almagro            | 35  | 34 | 11 | 13 | 10 | 49 | 45 | 4   |
| 9º  | El Porvenir        | 34  | 34 | 11 | 12 | 11 | 44 | 42 | 2   |
| 10º | Tigre              | 33  | 34 | 12 | 9  | 13 | 28 | 35 | -7  |
| 11º | Deportivo Merlo    | 33  | 34 | 12 | 9  | 13 | 29 | 42 | -13 |
| 12º | Argentino (R)      | 32  | 34 | 11 | 10 | 13 | 44 | 46 | -2  |
| 13º | Def. de Cambaceres | 29  | 34 | 11 | 7  | 16 | 38 | 47 | -9  |
| 14º | Estudiantes (BA)   | 29  | 34 | 8  | 13 | 13 | 48 | 61 | -13 |
| 15º | Los Andes          | 28  | 34 | 10 | 8  | 16 | 27 | 39 | -12 |
| 16º | Deportivo Armenio  | 26  | 34 | 7  | 12 | 15 | 28 | 45 | -17 |
| 17º | Comunicaciones     | 22  | 34 | 4  | 14 | 16 | 23 | 44 | -21 |
| 18º | Luján              | 10  | 34 | 3  | 4  | 27 | 24 | 80 | -56 |

|  | Se consagró campeón y ascendió a la Primera B Nacional de forma directa. |
|  | Clasificado al Zonal Sureste.                                            |
|  | Clasificado al Zonal Noroeste.                                           |

- Club Atlético All Boys
Campeón Primera B 1992-93
Ascendido a la B Nacional 1993-94

## Torneo Zonal

### Zonal Noroeste
|  | Cuartos de final                               | Cuartos de final  | Cuartos de final                     | Cuartos de final |   |                                         | Semifinales       | Semifinales | Semifinales | Semifinales |  |                                         | Final             | Final | Final | Final |  |
|  |                                                |                   |                                      |                  |   |                                         |                   |             |             |             |  |                                         |                   |       |       |       |  |
|  |                                                |                   |                                      |                  |   |                                         |                   |             |             |             |  |                                         |                   |       |       |       |  |
|  | Bandera de la Provincia de Tucumán             | Concepción FC     | 1                                    | 1                |   |                                         |                   |             |             |             |  |                                         |                   |       |       |       |  |
|  | Bandera de la Provincia de Tucumán             | Concepción FC     | 1                                    | 1                |   |                                         |                   |             |             |             |  |                                         |                   |       |       |       |  |
|  | Bandera de la Provincia de Buenos Aires        | Chacarita Juniors | 0                                    | 3                |   |                                         |                   |             |             |             |  |                                         |                   |       |       |       |  |
|  | Bandera de la Provincia de Buenos Aires        | Chacarita Juniors | 0                                    | 3                |   | Bandera de la Provincia de Buenos Aires | Chacarita Juniors | 3           | 0           |             |  |                                         |                   |       |       |       |  |
|  |                                                |                   |                                      |                  |   | Bandera de la Provincia de Buenos Aires | Chacarita Juniors | 3           | 0           |             |  |                                         |                   |       |       |       |  |
|  |                                                |                   | Bandera de la Provincia de Catamarca | San Martín (EB)  | 1 | 0                                       |                   |             |             |             |  |                                         |                   |       |       |       |  |
|  | Bandera de la Provincia de Catamarca           | San Martín (EB)   | Bandera de la Provincia de Catamarca | San Martín (EB)  | 1 | 0                                       | 3                 | 4           |             |             |  |                                         |                   |       |       |       |  |
|  | Bandera de la Provincia de Catamarca           | San Martín (EB)   |                                      |                  |   |                                         |                   |             |             |             |  |                                         |                   |       |       |       |  |
|  | Bandera de la Provincia de Entre Ríos          | Wanderer's        | 0                                    | 2                |   |                                         |                   |             |             |             |  |                                         |                   |       |       |       |  |
|  | Bandera de la Provincia de Entre Ríos          | Wanderer's        | 0                                    | 2                |   |                                         |                   |             |             |             |  | Bandera de la Provincia de Buenos Aires | Chacarita Juniors | 1     | 1     |       |  |
|  |                                                |                   |                                      |                  |   |                                         |                   |             |             |             |  | Bandera de la Provincia de Buenos Aires | Chacarita Juniors | 1     | 1     |       |  |
|  |                                                |                   | Bandera de la Provincia de Jujuy     | Gimnasia (J)     | 0 | 3                                       |                   |             |             |             |  |                                         |                   |       |       |       |  |
|  | Bandera de la Provincia de Buenos Aires        | Dock Sud          | Bandera de la Provincia de Jujuy     | Gimnasia (J)     | 0 | 3                                       | 1                 | 0           |             |             |  |                                         |                   |       |       |       |  |
|  | Bandera de la Provincia de Buenos Aires        | Dock Sud          |                                      |                  |   |                                         |                   |             |             |             |  |                                         |                   |       |       |       |  |
|  | Bandera de la Provincia de Jujuy               | Gimnasia (J)      | 2                                    | 2                |   |                                         |                   |             |             |             |  |                                         |                   |       |       |       |  |
|  | Bandera de la Provincia de Jujuy               | Gimnasia (J)      | 2                                    | 2                |   | Bandera de la Provincia de Jujuy        | Gimnasia (J)      | 2           | 2           |             |  |                                         |                   |       |       |       |  |
|  |                                                |                   |                                      |                  |   | Bandera de la Provincia de Jujuy        | Gimnasia (J)      | 2           | 2           |             |  |                                         |                   |       |       |       |  |
|  |                                                |                   | Bandera de la Provincia de Misiones  | Guaraní A. F.    | 1 | 1                                       |                   |             |             |             |  |                                         |                   |       |       |       |  |
|  | Bandera de la Provincia de Misiones            | Guaraní A. F.     | Bandera de la Provincia de Misiones  | Guaraní A. F.    | 1 | 1                                       | 4                 | 2           |             |             |  |                                         |                   |       |       |       |  |
|  | Bandera de la Provincia de Misiones            | Guaraní A. F.     |                                      |                  |   |                                         |                   |             |             |             |  |                                         |                   |       |       |       |  |
|  | Bandera de la Provincia de Santiago del Estero | Unión Santiago    | 0                                    | 0                |   |                                         |                   |             |             |             |  |                                         |                   |       |       |       |  |
|  | Bandera de la Provincia de Santiago del Estero | Unión Santiago    | 0                                    | 0                |   |                                         |                   |             |             |             |  |                                         |                   |       |       |       |  |
|  |                                                |                   |                                      |                  |   |                                         |                   |             |             |             |  |                                         |                   |       |       |       |  |

### Zonal Sudeste
|  | Cuartos de final                        | Cuartos de final | Cuartos de final                        | Cuartos de final |   |                                         | Semifinales   | Semifinales | Semifinales | Semifinales |  |                                         | Final         | Final | Final | Final |  |
|  |                                         |                  |                                         |                  |   |                                         |               |             |             |             |  |                                         |               |       |       |       |  |
|  |                                         |                  |                                         |                  |   |                                         |               |             |             |             |  |                                         |               |       |       |       |  |
|  | Bandera de la Provincia de Buenos Aires | Sarmiento (J)    | 1                                       | 0                |   |                                         |               |             |             |             |  |                                         |               |       |       |       |  |
|  | Bandera de la Provincia de Buenos Aires | Sarmiento (J)    | 1                                       | 0                |   |                                         |               |             |             |             |  |                                         |               |       |       |       |  |
|  | Bandera de la Provincia de San Juan     | Desamparados     | 0                                       | 0                |   |                                         |               |             |             |             |  |                                         |               |       |       |       |  |
|  | Bandera de la Provincia de San Juan     | Desamparados     | 0                                       | 0                |   | Bandera de la Provincia de Buenos Aires | Sarmiento (J) | 2           | 2           |             |  |                                         |               |       |       |       |  |
|  |                                         |                  |                                         |                  |   | Bandera de la Provincia de Buenos Aires | Sarmiento (J) | 2           | 2           |             |  |                                         |               |       |       |       |  |
|  |                                         |                  | Bandera de la Provincia de Buenos Aires | Argentino Oeste  | 0 | 1                                       |               |             |             |             |  |                                         |               |       |       |       |  |
|  | Bandera de la Provincia de La Pampa     | Ferro (GP)       | Bandera de la Provincia de Buenos Aires | Argentino Oeste  | 0 | 1                                       | 1             | 1           |             |             |  |                                         |               |       |       |       |  |
|  | Bandera de la Provincia de La Pampa     | Ferro (GP)       |                                         |                  |   |                                         |               |             |             |             |  |                                         |               |       |       |       |  |
|  | Bandera de la Provincia de Buenos Aires | Argentino Oeste  | 5                                       | 3                |   |                                         |               |             |             |             |  |                                         |               |       |       |       |  |
|  | Bandera de la Provincia de Buenos Aires | Argentino Oeste  | 5                                       | 3                |   |                                         |               |             |             |             |  | Bandera de la Provincia de Buenos Aires | Sarmiento (J) | 5     | 1     |       |  |
|  |                                         |                  |                                         |                  |   |                                         |               |             |             |             |  | Bandera de la Provincia de Buenos Aires | Sarmiento (J) | 5     | 1     |       |  |
|  |                                         |                  | Bandera de la Provincia de Buenos Aires | San Miguel       | 0 | 1                                       |               |             |             |             |  |                                         |               |       |       |       |  |
|  | Bandera de la Provincia de Buenos Aires | Mercedes         | Bandera de la Provincia de Buenos Aires | San Miguel       | 0 | 1                                       | 1             | 0           |             |             |  |                                         |               |       |       |       |  |
|  | Bandera de la Provincia de Buenos Aires | Mercedes         |                                         |                  |   |                                         |               |             |             |             |  |                                         |               |       |       |       |  |
|  | Bandera de la Provincia del Chubut      | Germinal         | 3                                       | 5                |   |                                         |               |             |             |             |  |                                         |               |       |       |       |  |
|  | Bandera de la Provincia del Chubut      | Germinal         | 3                                       | 5                |   | Bandera de la Provincia del Chubut      | Germinal      | 2           | 0           |             |  |                                         |               |       |       |       |  |
|  |                                         |                  |                                         |                  |   | Bandera de la Provincia del Chubut      | Germinal      | 2           | 0           |             |  |                                         |               |       |       |       |  |
|  |                                         |                  | Bandera de la Provincia de Buenos Aires | San Miguel       | 1 | 3                                       |               |             |             |             |  |                                         |               |       |       |       |  |
|  | Bandera de la Provincia de San Juan     | San Martín (SJ)  | Bandera de la Provincia de Buenos Aires | San Miguel       | 1 | 3                                       | 1             | 0           |             |             |  |                                         |               |       |       |       |  |
|  | Bandera de la Provincia de San Juan     | San Martín (SJ)  |                                         |                  |   |                                         |               |             |             |             |  |                                         |               |       |       |       |  |
|  | Bandera de la Provincia de Buenos Aires | San Miguel       | 1                                       | 1                |   |                                         |               |             |             |             |  |                                         |               |       |       |       |  |
|  | Bandera de la Provincia de Buenos Aires | San Miguel       | 1                                       | 1                |   |                                         |               |             |             |             |  |                                         |               |       |       |       |  |
|  |                                         |                  |                                         |                  |   |                                         |               |             |             |             |  |                                         |               |       |       |       |  |

Nota: Los equipos que figuran en la parte superior de cada llave, oficiaron de locales en los partidos de ida.

### Ascendidos a la Primera B Nacional

Club de Gimnasia y Esgrima (J) (Torneo del Interior)
Club Atlético Sarmiento (J) (Primera B)

## Tabla de descenso
Para su confección se tomaron en cuenta las campañas de las últimas tres temporadas.  Los equipos que tuvieron los dos peores promedios descendieron a la Primera C.
| Pos  | Equipo             | 1990/91 | 1991/92 | 1992/93 | Total | PJ | Promedio |
| ---- | ------------------ | ------- | ------- | ------- | ----- | -- | -------- |
| 1.º  | Sarmiento de Junín | -       | 40      | 47      | 87    | 66 | 1,318    |
| 2.º  | Almagro            | 39      | 39      | 35      | 113   | 96 | 1,177    |
| 3.º  | Dock Sud           | -       | -       | 40      | 40    | 34 | 1,176    |
| 4.º  | All Boys           | 22      | 36      | 49      | 107   | 96 | 1,115    |
| 5.º  | Chacarita Juniors  | 27      | 30      | 47      | 104   | 96 | 1,083    |
| 6.º  | Def. de Cambaceres | -       | 31      | 39      | 70    | 66 | 1,061    |
| 7.º  | Tigre              | -       | 37      | 33      | 70    | 66 | 1,061    |
| 8.º  | Los Andes          | 29      | 42      | 28      | 99    | 96 | 1,031    |
| 9.º  | San Miguel         | 30      | 27      | 40      | 97    | 96 | 1,010    |
| 10.º | El Porvenir        | 28      | 30      | 34      | 92    | 96 | 0,958    |
| 11.º | Argentino (R)      | 29      | 30      | 32      | 91    | 96 | 0,948    |
| 12.º | Atlanta            | -       | 22      | 39      | 61    | 66 | 0,924    |
| 13.º | Estudiantes (BA)   | 33      | 26      | 29      | 88    | 96 | 0,917    |
| 14.º | Def. de Belgrano   | -       | -       | 29      | 29    | 34 | 0,853    |
| 15.º | Deportivo Armenio  | 21      | 31      | 26      | 78    | 96 | 0,813    |
| 16.º | Deportivo Merlo    | 25      | 19      | 33      | 77    | 96 | 0,802    |
| 17.º | Comunicaciones     | -       | -       | 22      | 22    | 34 | 0,647    |
| 18.º | Luján              | -       | 24      | 10      | 34    | 66 | 0,515    |

|  |                              |
|  | Descendieron a la Primera C. |